# Monoxenus spinosus
Monoxenus spinosus là một loài bọ cánh cứng trong họ Cerambycidae.